# 스트란자컵
스트란자컵(불가리아어: Купа Странджа)은 불가리아에서 매년 개최되는 국제 아마추어 권투 대회이다. 1950년에 처음 열렸으며 대회 명칭은 권투 선수 출신 불가리아 공산당원인 키릴 니콜로프의 별명인 "스트란자"에서 따왔다. 불가리아 수도인 소피아에서 총 41회 개최하여 최다 개최 도시이며 총 7개 도시에서 열렸다. 주로 올림픽을 앞두고 각국의 국가대표 선수들이 기량 점검을 위해 참가하고 있으며 차초 안드레이코프스키와 다니엘 페트로프가 4회 우승하여 최다 우승 선수이다.